# Somatolophia cediopasa
Somatolophia cediopasa är en fjärilsart som beskrevs av Dyar 1918. Somatolophia cediopasa ingår i släktet Somatolophia och familjen mätare. Inga underarter finns listade i Catalogue of Life.